# Fabrice Du Welz

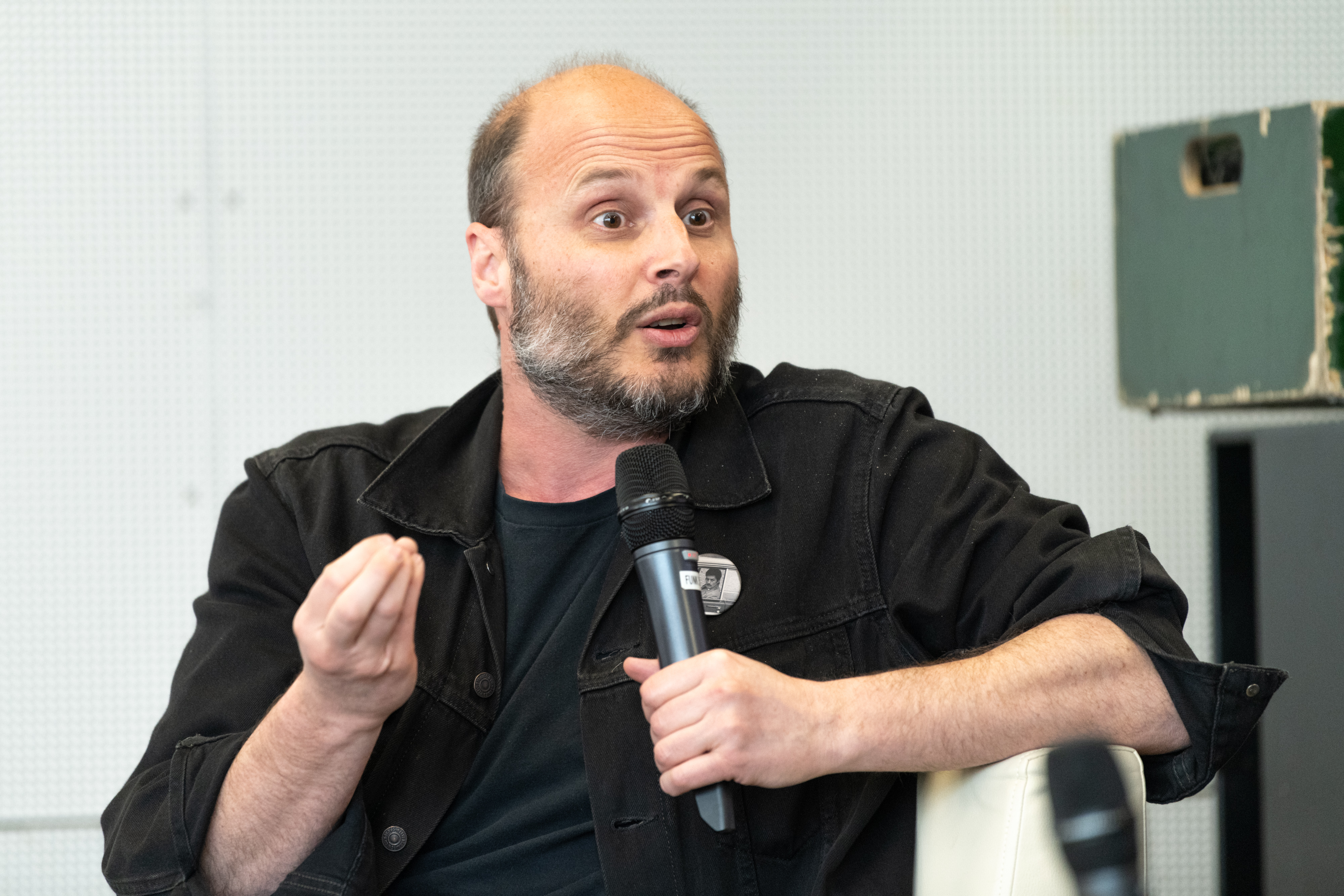
Fabrice Du Welz (2022)

Fabrice Du Welz (* 21. Oktober 1972 in Belgien) ist ein belgischer Regisseur und Drehbuchautor.

## Leben
Fabrice Du Welz studierte am Conservatoire royal in Lüttich Dramatic Arts und schloss das Studium mit Diplom ab. Später studierte er am Institut national supérieur des arts du spectacle et des techniques de diffusion (kurz INSAS) in Brüssel.
1997 entstand Du Welz’ erster Animationsfilm Folles aventures de Thierry Van Hoost. 1999 folgte sein Kurzfilm Quand on est amoureux c’est merveilleux. Den Slasherfilm Calvaire stellte Du Welz 2004 bei den Internationalen Filmfestspielen von Cannes vor. Der Film wurde im selben Jahr auch beim Fantasy Filmfest gezeigt.
In seinem Horrorfilm Vinyan erzählt Du Welz von einem Ehepaar, das sich auf der Suche nach dem Sohn befindet, der in Folge der Tsunami-Katastrophe im Dezember 2004 verschwindet. Der Film feierte im Rahmen der Internationalen Filmfestspiele von Venedig 2008 seine Premiere. Im Jahr 2010 war Du Welz Mitglied der Jury des Festivals des amerikanischen Films, einem französischen Filmfestival, das dem US-amerikanischen Independentkino gewidmet ist.
2014 stellte Du Welz in Cannes seinen Horrorfilm Alleluia – Ein mörderisches Paar vor, der 2016 bei der Verleihung des belgischen Filmpreises Magritte für das beste Drehbuch nominiert war.
2016 wurde im Rahmen des Toronto International Film Festivals sein Film Message from the King in der Sektion Vanguard präsentiert, wo Du Welz bereits seine Filme Vinyan und  Alleluia vorgestellt hatte.

## Filmografie
- 1997: Folles aventures de Thierry Van Hoost
- 1999: Quand on est amoureux c'est merveilleux
- 2004: Calvaire
- 2008: Vinyan
- 2014: Alleluia – Ein mörderisches Paar (Alleluia)
- 2014: Colt 45
- 2016: Message from the King
- 2019: Adoration
- 2021: Eiskalter Engel (Inexorable)
- 2024: Maldoror